# Andegåva
Inom kristendomen betecknar andegåva, andlig gåva, vanligen synonymt med nådegåva, en särskild personlig förmåga som en kristen kan få av nåd, det vill säga utan att själv ha presterat något för att förtjäna den, av Den Helige Ande. Nådegåva är en direkt översättning av grekiskans karisma varifrån bland annat "karismatisk" härleds. I Nya testamentet beskrivs "de andliga gåvorna" som personliga övernaturliga förmågor som ges av Den Helige Ande till en enskild kristen (1 Kor 12:11) för att denne skall kunna tjäna andra människor och Gud (1 Kor 12:7) på ett eget sätt, som inte vore möjligt i ren mänsklig kraft. 
Inom vissa kristna traditioner skiljer man på övernaturliga andegåvor och medfödda naturliga gåvor och förmågor, medan andra innefattar samtliga förmågor som kan användas till att tjäna Gud i begreppet nådegåvor. Andliga gåvor skall inte sammanblandas med Andens frukter. De andliga nådegåvorna betonas särskilt av den karismatiska kristendomen, som har sitt namn efter dessa.
Till andliga gåvor räknas enligt 1 Kor 12:1-4,  Rom 12:6-8 och Ef 4:11 gåvan att:   
| - förmedla vishet - förmedla kunskap - skilja mellan andar - tala profetiskt - tala i tungor - tolka tungotal - vara apostel - vara lärare - vara herde - göra under - hela - hjälpa | - styra - tjäna - trösta - frikostigt dela med sig - vara nitisk som ledare - visa barmhärtighet - visa gästfrihet Samt: - Trons gåva - Förbönens gåva |

Vissa förkunnare innefattar även naturliga medfödda gåvor som kan användas till att förmedla budskap, till exempel:
- konstnärlighet
- hantverk
- musikalitet

## Katolicismens sju andliga gåvor
Katolska kyrkans katekes och Thomas av Aquinos verk Summa Theologiae identifierar sju andliga gåvor: vishet, förstånd, rådgivning, styrka, kunskap/insikt, fromhet/gudsdyrkan och gudsfruktan. Romersk katolicism talar om att dessa gåvor syftar till att den troende ska vara villig att lyda impulser från Gud och sprida och försvara tron. Enligt katolicismen förutsätter gåvorna dopet, och stärks vid konfirmationen.